# 起動九龍東辦事處
起動九龍東辦事處（英語：Energizing Kowloon East Office，縮寫：EKEO）是香港發展局轄下的專責機構，於2012年6月7日正式成立。該辦事處的主要職能是統籌及推動「起動九龍東」計劃，目標是將九龍東（包括觀塘、九龍灣商貿區及啟德發展區）轉型為香港第二個核心商業區，以配合香港經濟發展需求並提升國際競爭力。
九龍東過去是香港重要的工業基地，隨著經濟結構轉型及啟德機場搬遷，該區面臨功能重塑。政府於2011年《施政報告》首次提出相關構想，其後透過土地用途檢討、基礎設施改善及城市設計優化等措施推動轉型。辦事處的工作範圍包括協調跨部門項目、促進公私營合作，以及透過地方營造手法融合區內工業歷史與現代商業發展。
在具體措施方面，辦事處推動多項短期工程如觀塘海濱長廊、街道美化及交通標誌更新，同時規劃十項主要項目包括翠屏河改造、行人網絡優化等。2017年起，其職權範圍擴展至新蒲崗商貿區。然而，計劃亦面臨商廈租金上漲影響原有藝術社群、交通配套不足等批評。近年隨著啟德體育園等大型設施陸續落成，九龍東正逐步發展為結合商業、文化與休閒功能的綜合區域。

## 職務
- 提倡和發展起動九龍東概念總綱計劃，以及探討策略性修訂分區計劃大綱圖的不同方案；
- 讓主要持份者和公眾參與推廣九龍東予本地和海外的發展商和用家；
- 提供一站式的支援予有利於九龍東轉型的私人發展項目的土地發展計劃；
- 協調政府為地區改善工程所運用的人力和資源。

## 架構
- 起動九龍東辦事處
  - 起動九龍東專員
    - 地方營造組

  - 起動九龍東副專員
    - 工程策劃和項目促進組

## 歷史
九龍東轉型自《都會計劃》起提出，當中提及「具潛力的商業樞紐應在九龍和新界的邊緣地區和荃灣一帶適合的地點，容納從商業中心區分散出來的商業和辦公室用途，因為來往新界東西的鐵路線在此進入都會區，並與都會區內的其他線路交匯。」其中觀塘及新蒲崗均被列為「商業或辦公室樞紐」。其後，《都會計劃檢討第二階段研究及相關九龍建築物密度研究檢討》中，5個地區規劃轉型為商業樞紐，其中觀塘商業區的規模最大，需要更改有關的土地用途，或者改善商業用途地帶的運作。
《2011至2012年度香港行政長官施政報告》公佈後，起動九龍東的計劃引起了香港社會及香港傳媒的廣泛關注，有關政府部門亦隨即展開相關工作，包括進行公眾咨詢活動。為了儘早開展開工作，2012年2月13日，發展局籌組九龍東發展辦事處（籌備小組），與此同時展開九龍東轉型的措施和事務。6月7日，起動九龍東辦事處正式成立，團隊由多個來自不同界別的專業人士所組織而成。
2012年9月，以《起動九龍東》為主題的香港展覽──城間╱城內－魅筆生城，入選第13屆威尼斯國際建築雙年展的首5名。
2012年年底，起動九龍東辦事處展開《九龍東工業傳統及公共藝術與城市設計潛力研究》，探討九龍東工業大廈的緣起、演變和發展史，並且透過圖書館、年鑑及年報等歷史資料，考究觀塘和九龍灣的工業歷史。期間，研究團隊將會進行45個訪問談話，訪問工業家、工人和區內居民，以建立一個資料庫，羅列於不同年代在九龍東的工廠；此舉冀望可以將傳統工業結合公共藝術和城市設計，保留九龍東的傳統工業特色；預計於2013年年底至2014年年中完成。隨著傳統工業區九龍東逐漸轉型為商業貿易區，再加上香港島銅鑼灣倒數人流在1997年亞洲金融風暴之後鑽石山荷里活廣場和觀塘apm開幕後開始減少，起動九龍東辦事處擬訂打造九東工業文化地圖，研究團隊正在考慮30至40個特色地點，以不同主題貫穿各地點，路徑和主題均會諮詢居民意見，屆時開放予遊人參觀及了解觀塘、牛頭角及九龍灣一帶的工業文化，當中象徵工業時代的九龍麪粉廠即是亮點之一。2013年4月，起動九龍東辦事處展開「徵集回憶與承傳」公眾活動，向區內人士收集具有九龍東工業特色的機器、產品、相片及口述故事等資料，以公共藝術等形式保存，並且為到研究團隊提供靈感，為未來商業貿易區注入工業元素。

## 短期內落實的項目
1. 觀塘海濱長廊第一期
2. 起動九龍東辦事處臨時寫字樓
3. 改善巧明街與成業街的街燈照明
4. 改善街道的綠化帶

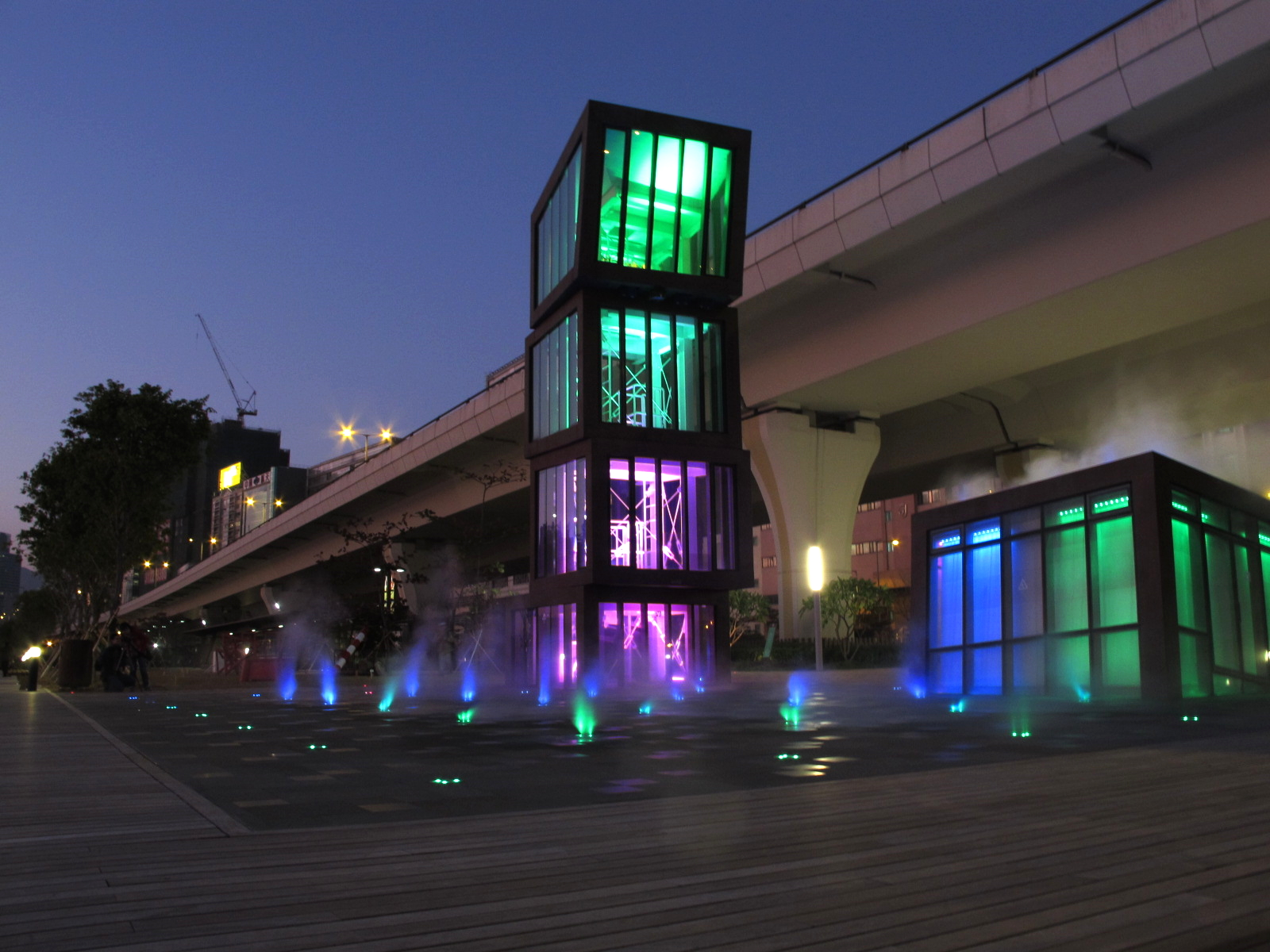
觀塘海濱長廊

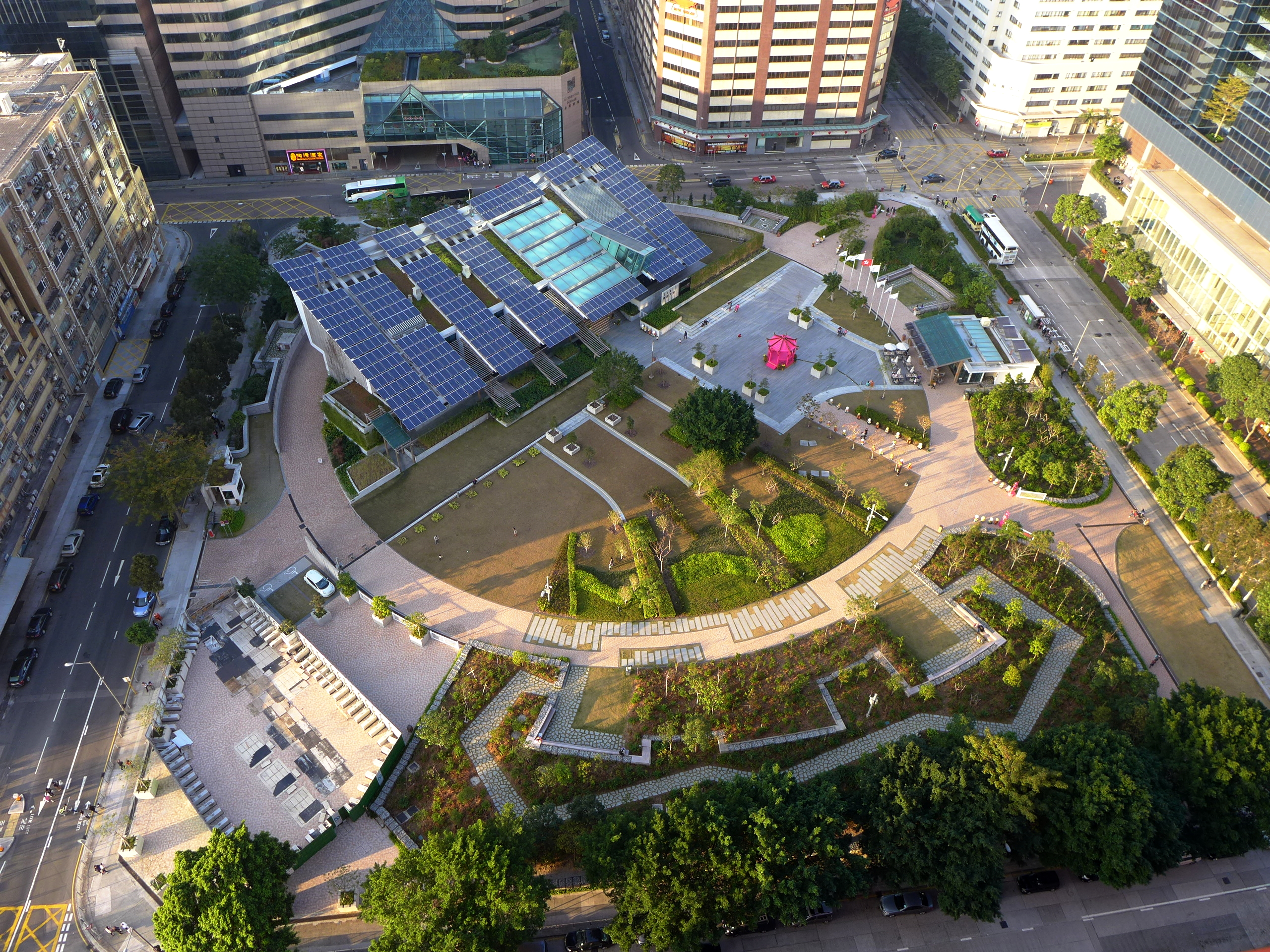
零碳天地

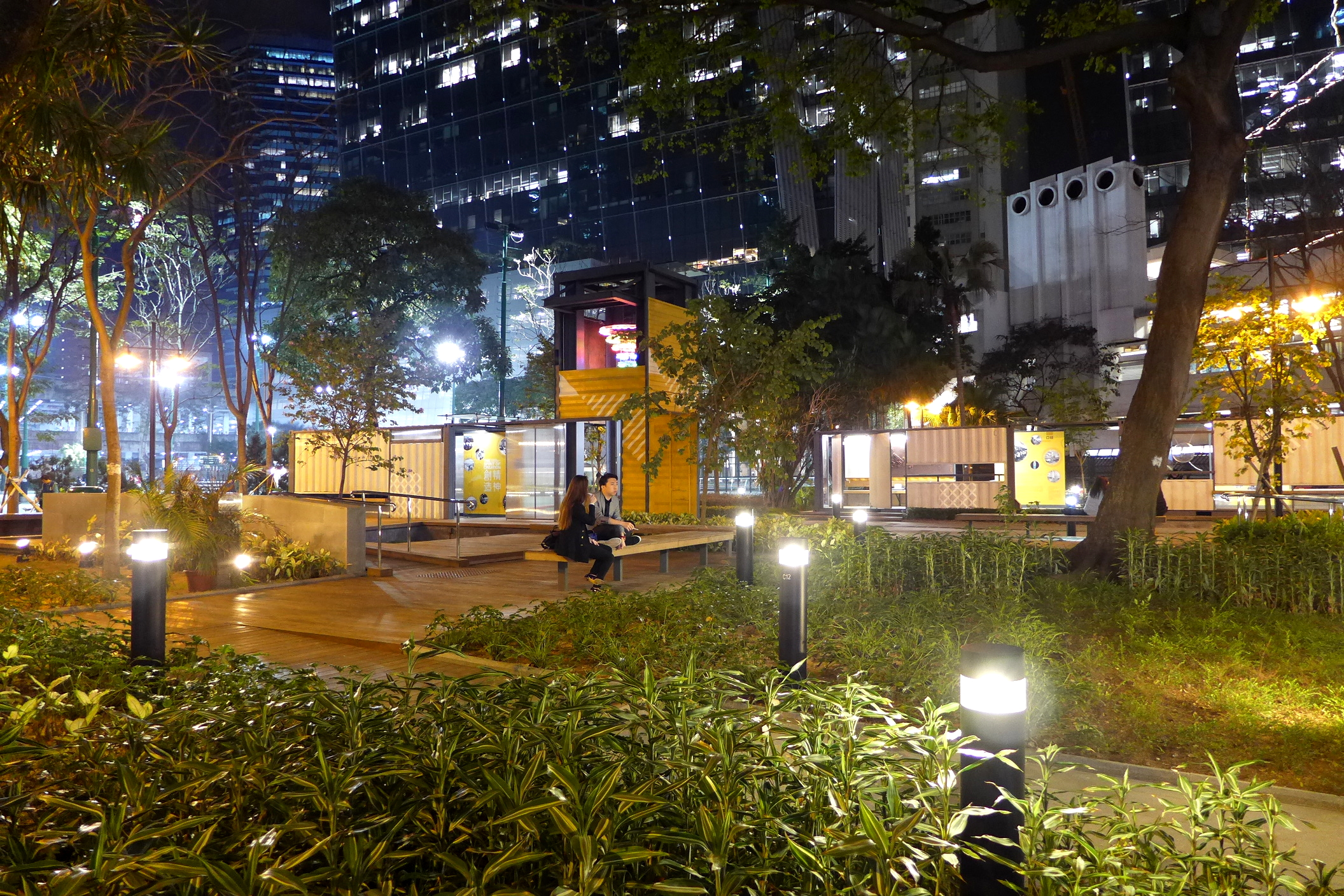
駿業街遊樂場

5. 移除不必要的交通標誌及重置阻礙行人路的交通標誌
6. 更換交通標誌：「觀塘工業區」改為「觀塘商貿區」
7. 零碳天地
8. 重置水務署承建商位於海濱道的地盤寫字樓
9. 改善渠務署位於海濱道的渠務設備（3個旱季截流器）
10. 啟德跑道公園第一期
11. 觀塘海濱長廊第二期
12. 反轉天橋底一號場
13. 駿業街遊樂場第一期
14. 電箱作為城市設計裝置
15. 海濱道休憩處
16. 美化觀塘中途污水泵房圍牆
17. 後巷計劃@九龍東，耗資70萬港元邀請幾位藝術家以及一群香港理工大學學生於六組後巷牆身進行創作，希望以塗鴉藝術去重新包裝後巷。

## 十個主要項目
起動九龍東辦事處所提出的起動九龍東總綱中提出了十項主要任務，包括了起動駿業街遊樂場行動、改善海濱道旁的海濱地區、改造敬業街明渠為「翠屏河」、改善九龍灣及觀塘的行人暢達度等。

## 爭議
起動九龍東使觀塘區由工業區逐漸蛻變成工商綜合地段，集時尚、潮流及商業於一身。但同時讓大量商家搬入該區，導致租金急升，不少小型工作室因而難以在該區維生。民間批評行動以商業利益為先，並沒有規劃配合藝術發展，而且社區參與只跟九龍東區議會。結果有藝術界和社區組織杯葛起動九龍東的活動，在2013年時有20組樂隊於<反轉天橋底行動>開幕式中缺席，到2014年深港建築雙年展展出時亦有1/4的策展組織自行退出。
另一方面，由於觀塘區發展時未有考慮有大批工商廈重建所引起的工作人口大增問題，2006年及2011年兩次人口普查中，觀塘區的工作人口，由252,724增加至289,093，升幅逾4萬人。在欠缺交通配套下，令整個東九龍的交通惡化，區內塞車嚴重。
隨着政府公布的2021/22年度財政預算案內透露，把啟德範圍內的5幅商業用地改劃作住宅用途，初步估計可提供約5,800伙，坊間有聲音指出政府間接承認起動九龍東計劃失敗。

## 相關參見
- 啟德發展計劃
- 觀塘市中心重建項目
- 安達臣道發展計劃
- 彩雲道及佐敦谷毗鄰的發展計劃
- 觀塘商貿區
- 九龍灣商貿區

## 外部連結
- 起動九龍東 （页面存档备份，存于）